# Чирешу-Мік
Чирешу-Мік (рум. Cireșu Mic) — село у повіті Тіміш в Румунії. Входить до складу комуни Крічова.
Село розташоване на відстані 347 км на північний захід від Бухареста, 63 км на схід від Тімішоари.